# Pyronema omphalodes
Pyronema omphalodes (Bull.) Fuckel – gatunek grzybów z rodziny Pyronemataceae.

## Systematyka i nazewnictwo
Pozycja w klasyfikacji według Index Fungorum: Geopyxis, Pyronemataceae, Pezizales, Pezizomycetidae, Pezizomycetes, Pezizomycotina, Ascomycota, Fungi.
Po raz pierwszy takson ten opisał w 1791 r. Jean Baptiste François Bulliard, nadając mu nazwę Peziza omphalodes. Obecną, uznaną przez Index Fungorum nazwę nadał mu w 1870 r. Leopold Fuckel. Ma około 20 synonimów. Niektóre z nich:
- Pyronema confluens Tul. & C. Tul. 1865
- Tapesia omphalodes (Bull.) Quél. 1886[2].

Polska nazwa według M.A. Chmiel.

## Morfologia
Askokarpy:
Typu apotecjum. Zwykle wyrastają gromadnie, często zachodząc na siebie i zrastając się. Pojedynczy owocnik ma średnicę 0,5–2 mm, jest płaski, soczewkowaty, pomarańczowo-czerwony do łososiowo-różowego, bez trzonka, pod spodem zwykle z dobrze rozwiniętą białą grzybnią (subikulum).
Cechy mikroskopowe
Worki cylindryczne, ośmiozarodnikowe, jednorzędowe, nieamyloidalne, z wieczkiem (operculus). Askospory szeroko elipsoidalne, gładkie, bez gutuli, szkliste, 11–15 × 6,5–8,5 µm. Parafizy cylindryczne, septowane i lekko pogrubione u wierzchołka.

## Występowanie
Gatunek kosmopolityczny występujący na wszystkich kontynentach poza Antarktydą. W Polsce M.A. Chmiel w 2006 r. przytoczyła 9 stanowisk. Aktualne stanowiska podaje także internetowy atlas grzybów. Znajduje się w nim na liście gatunków zagrożonych i wartych objęcia ochroną.
Naziemny grzyb wypaleniskowy, saprotrof. Występuje na spalonej glebie i spalonych szczątkach drzewnych w niedługim czasie po pożarach lasów lub wypaleniskach po ogniskach.